# Phalangopsina
Phalangopsina is een geslacht van rechtvleugeligen uit de familie krekels (Gryllidae). De wetenschappelijke naam van dit geslacht is voor het eerst geldig gepubliceerd in 1933 door Lucien Chopard.

## Soorten
Het geslacht Phalangopsina omvat de volgende soorten:
- Phalangopsina bolivari Desutter-Grandcolas, 2012
- Phalangopsina chopardi Desutter-Grandcolas, 2012
- Phalangopsina discifera Gorochov, 2003
- Phalangopsina dubia Bolívar, 1900
- Phalangopsina gravelyi Desutter-Grandcolas, 2012
- Phalangopsina palpata Chopard, 1969